# Тимошенко, Владимир Семёнович
Влади́мир Семёнович Тимоше́нко (род. 26 мая 1943) — российский дипломат.

## Биография
Окончил Запорожский машиностроительный институт им. В.Я. Чубаря (1965) и Дипломатическую академию МИД СССР (1978). На дипломатической работе с 1978 года. Владеет французским, английским и  украинским языками.
- В 1993—1999 годах — советник-посланник Посольства России в Гвинее.
- С января 2001 по декабрь 2002 года — заместитель директора Департамента Африки МИД России.
- С 17 июля 2002 по 30 июня 2008 года — чрезвычайный и полномочный посол России в Бенине[1][2].
- С 17 февраля 2003 по 30 июня 2008 года — чрезвычайный и полномочный посол России в Того по совместительству[3][2].

С 2008 года — на пенсии.

## Дипломатический ранг
- Чрезвычайный и полномочный посланник 2 класса (22 сентября 1993)[4].
- Чрезвычайный и полномочный посланник 1 класса (2 декабря 2004)[5].